# Centzon Totochtin

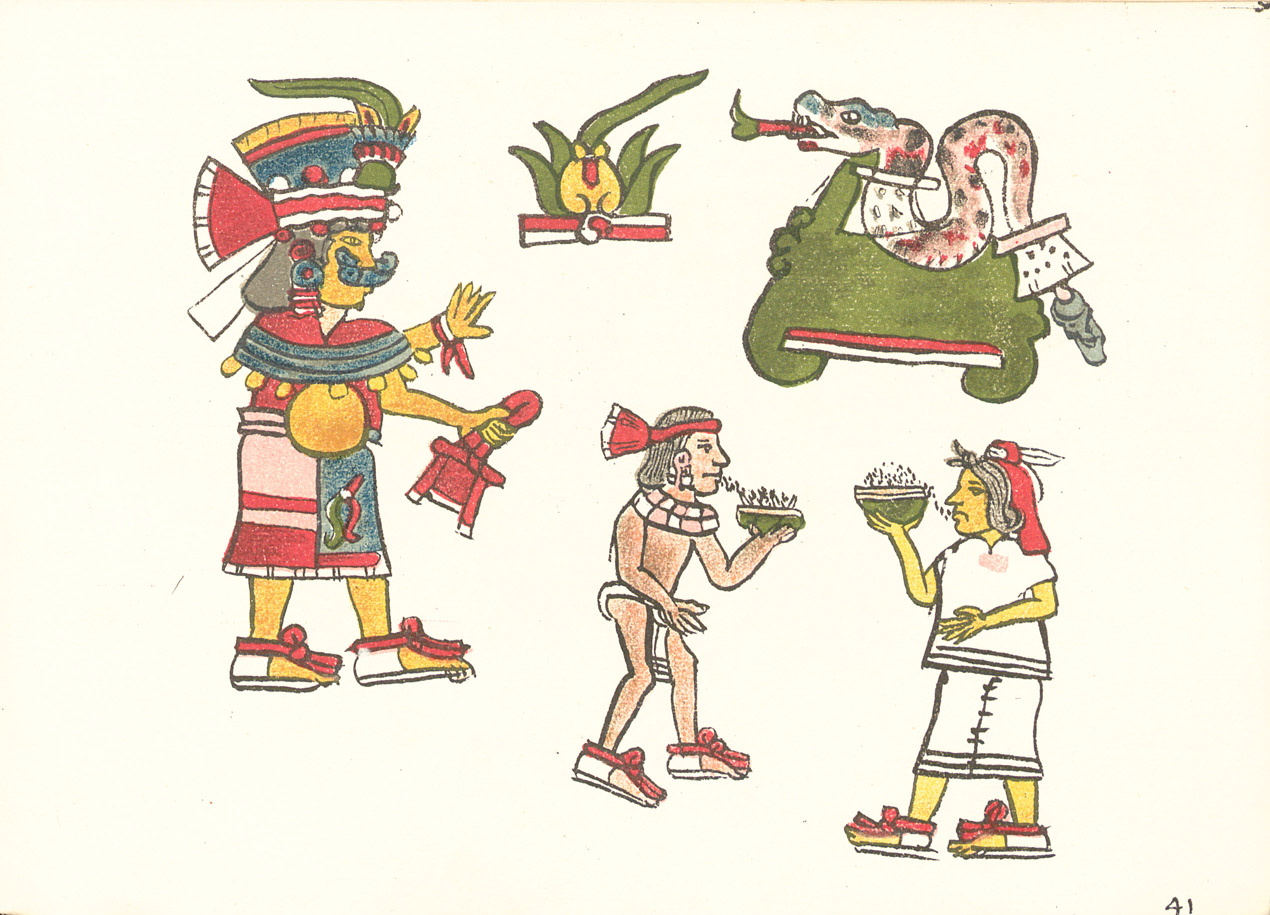
Centzon Totochtin dans le Codex Magliabechiano

Centzon Totochtin, ( [sent͡son toːˈtoːt͡ʃtin] en nahuatl : quatre cents lapins) (appelés aussi Centzontotochtin dans la mythologie aztèque), sont les 400 dieux de l'ivresse. Selon quelques sources (notamment le codex Florentin et le codex Magliabecchiano), les centzon-totochtin étaient les enfants de la déesse Mayahuel et du dieu Patecatl ou du dieu Tezcatzoncatl. Chacun incarnerait un des états dans lesquels l'alcool nous plonge ; de la joie à la tristesse, de la violence à l'indolence.
Selon divers auteurs, les principaux étaient:
- Mayahuel (en náhuatl : Meyawalli « ce qui entoure le maguey » « metl, maguey ; yawalli, rond ») déesse de la fertilité, de l'abondance, de l'ébriété mystique et de l'agave.
- Pahtécatl (en náhuatl : Pahtekatl « homme de médecine » « pahtli, médecine ; -tekatl, habitant, personne de ». Dieu de la médecine, du peyotl et du pulque.

- Acolhua (en náhuatl : Ahkolwah « celui qui a des épaules » « ahkolli, épaule ; -wah, qui a »).
- Chimalpanécatl, habitant de Chimalpán (en nahuatl « chimal, bouclier »).

- Colhuantzíncatl (en  náhuatl : ‘habitant de la montagne courbée’)
- Cuatlapanqui (en náhuatl : Kwatlapanki 'l'ouvre-tête' 'kwaitl, tête ; tlapana, casser ; -ki, celui qui fait'). Littéralement "le casse-tête"

- Iyauhtecatl (iyauhtextli « plante odoriférante » ou iyauhtic « vert sombre, de couleur sombre » ou iyauhtlaolli « variété de maïs bleu-noir »… donc plutôt "Le Sombre" ou "Le Noir") une des divinité du pulque et de l’ivresse.
- Izquitecatl, habitant de Izquitlán. Divinité honoré (caractère cérémonieux ?) (izquite ; rapport au fait de compter « le dénombreur (?) » izquitl : maïs torréfié, grillé).

- Ometochtli[3] (en náhuatl : Ometochtli 'deux lapins' 'ome, deux; tochtli, lapin'). Est un dieu lapin des enfants malins, parfois désigné comme commandant des Centzon Tōtōchtin.
- Papáztac (en náhuatl : Pahpastak 'l'énervé' 'pachtli, énerver').

- Teatlahuiani (en náhuatl : Teatlawiani « le noyeur » « toi, quelqu'un ; atlawia, noie ; -ni, celui qui fait »).
- Tepoztécatl (en náhuatl : Tepostekatl' habitant de Tepoztlán). Dieu bûcheron à la hache de cuivre tepoztli, il aurait aidé Mayáhuel et Pahtécatl à faire fermenter le jus d’agave pour donner le pulque… et on lui arroge donc aussi parfois le titre de commandant des Centzon Totochtin.

- Tezcatzoncatl (en náhuatl : « celui qui a les cheveux comme miroir » « tescal, miroir ; tontli, cheveux »), dieu du vin d’agave et de l’ébriété.
- Tlaltecayohua[4] (en náhuatl : Tlaltekayowa ‘terre qui tombe’‘tlalli, terre ; tekayowa, rouler vers le bas).

- Tlilhua (en náhuatl : Tlilwah 'celui qui a de l'encre noire' 'tlilli, encre noire; -wah, qui a'). Il est écrit dans "L’histoire générale des choses de la nouvelles Espagne" qu’il participa à la première élaboration du Pulque.
- Toltecatl[5] ou Totoltecatl (l’artisan, celui/celle dans les mains de qui on naît)

- Tomiyauh (en náhuatl : Tomiyaw « notre épi de maïs » « à-, notre ; miyawatl, épi de maïs »).
- Macuiltochtli : "Cinq-lapins", symbolise l’excès, mais aussi l’excès d’indulgence

- Tequechmecaniani (en náhuatl : Tekechmekaniani 'le bourreau' 'toi, quelqu'un ; kechtli, cou ; mekatl, corde ; mekaniani, celui qui pend').